# Municipio de Lafayette (condado de Ouachita)
El municipio de Lafayette (en inglés: Lafayette Township) es un municipio ubicado en el condado de Ouachita en el estado estadounidense de Arkansas. En el año 2010 tenía una población de 5789 habitantes y una densidad poblacional de 42,1 personas por km².

## Geografía
El municipio de Lafayette se encuentra ubicado en las coordenadas 33°30′9″N 92°49′42″O / 33.50250, -92.82833. Según la Oficina del Censo de los Estados Unidos, el municipio tiene una superficie total de 137.5 km², de la cual 136,56 km² corresponden a tierra firme y (0,68 %) 0,94 km² es agua.

## Demografía
Según el censo de 2010, había 5789 personas residiendo en el municipio de Lafayette. La densidad de población era de 42,1 hab./km². De los 5789 habitantes, el municipio de Lafayette estaba compuesto por el 69,1 % blancos, el 28,55 % eran afroamericanos, el 0,45 % eran amerindios, el 0,24 % eran asiáticos, el 0,47 % eran de otras razas y el 1,19 % eran de una mezcla de razas. Del total de la población el 1,12 % eran hispanos o latinos de cualquier raza.